# Verkehrsgesellschaft Vorpommern-Rügen

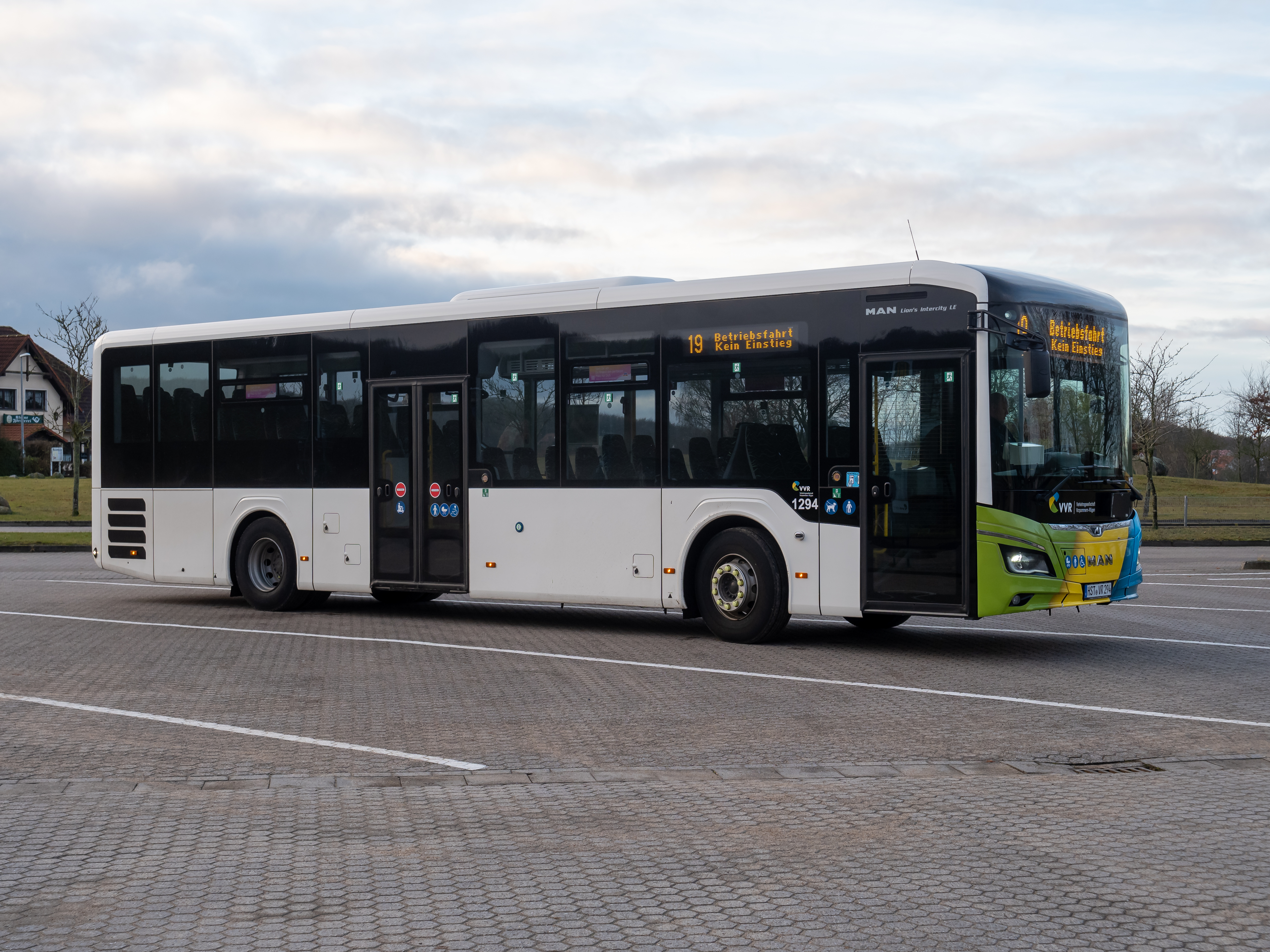
Bus der VVR

Die Verkehrsgesellschaft Vorpommern-Rügen (VVR) ist eine Verkehrsgesellschaft im Nordosten von Mecklenburg-Vorpommern. Neben dem Hauptsitz in Grimmen bestehen weitere Betriebshöfe in Bergen auf Rügen, der Hansestadt Stralsund und in Ribnitz-Damgarten.
Das Bedienungsgebiet umfasst den gesamten, im Zuge der Kreisgebietsreform 2011 entstandenen, Landkreis Vorpommern-Rügen und damit eine Fläche von rund 3190 km² mit ungefähr 224.000 Einwohnern. Die Verkehre auf den beiden beliebten Urlaubsinseln Rügen und Hiddensee werden ausgeführt, insbesondere für Schüler. Die Verkehrsgesellschaft Vorpommern-Rügen selbst ist durch die Fusion des Stralsunder Nahverkehrs, der Rügener Personennahverkehrs GmbH (RPNV) sowie den Unternehmen der Verkehrsgemeinschaft Nordvorpommern entstanden. Die Verschmelzung fand auf Beschluss des Kreistages Vorpommern-Rügen mit Wirkung zum 1. Januar 2014 statt.
Die Region Rügen-Stralsund nimmt seit 2019 am bundesweiten Wettbewerb HyLand zum Aufbau einer lokalen Wasserstoffwirtschaft teil, der finanziell vom Bund und vom Land unterstützt wird. Die VVR, als ÖPNV-Dienstleister der Region, ist als Nutzer des erzeugten Wasserstoffs vorgesehen. Seit 2022 testet die Verkehrsgesellschaft zeitweise Busse mit Wasserstoffantrieb. Die Bundesfördermittel aus dem Projekt sollen genutzt werden, um bis 2025 zwölf Brennstoffzellenbusse anzuschaffen.
Der von der Landesregierung initiierte Aufbau eines flächendeckenden Rufbus-Systems im Bundesland soll von der VVR in Vorpommern-Rügen bis 2026 umgesetzt werden. Bereits 2021 liefen Planungen für erste Rufbus-Linien, die ab [veraltet]Juni 2024 eingesetzt werden sollen.